# Fender Champ
Fender Champ je cijela serija gitarskih cijevnih pojačala koju je Fender proizvodio od 1948.  - 1982. godine. Dizajnirani su kao singl ending konfiguracija s ugrađenom jednom cijevi snage. Modeli pojačala su tip A-klase, što znači da su od efektivne snage samo 5 W po snazi najslabiji, a po dizajnu najjednostavniji Fenderovi modeli cijevnih pojačala. Osvježena verzija ovih modela predstavljena je 2008. godine kao dio "Vintage Modified" linije.

## Fender Champ modeli 800/600
Model Champ 800 prvi puta je predstavljen 1948. godine. Dizajn modela je kombo tv front stil, obložen smeđom i plavom toleks/tvid tkaninom, efektivne snage samo 3 W. Imao je ugrađen 8" zvučnik koji je u kasnijem Champion 600 modelu 5B1 zamijenjen s 6" zvučnikom. Ovakav stil proizvodnje trajao je sve do 1953. godine do preimenovanje u 5C1 model. Broj 5 u nazivu modela značio je '50-te godine, C nadogradnja i 1 oznaka modela. Tada su uvedene promjene i u estetskom izgledu (wide panel stil) i tvid tkanina za oblaganje pojačala. Konfiguracija pojačala je iznimno jednostavna, a sastoji se od jedne 6SJ7 pentode cijevi u pretpojačalu, i 6V6 tetrode cijevi snage u sekciji pojačala snage. Na kontrolnoj ploči nalazi se samo jedan pot za glasnoću, dok ostalih potova za kontrolu tona nema.

## Fender Champ
Ovaj model gitarskog pojačala sa službenim nazivom 5E1 Fender je proizveo 1955. godine. Model je prepoznatljiv i po uskoj kontrolnoj tabli, tzv., Narrow Panel stilu, i plastificiranom tkaninom na ramu zaštitne prednjice pojačala. Do 1957. u modele pojačala ugrađivani su 6" zvučnici, a već sljedeće 1958. godine model je preimenovan u 5F1 s 8" zvučnikom. Osim tih promjena urađene su promjene i u sekciji pretpojačala gdje je sada ugrađena dvostruka trioda 12AX7, i jedna tetroda 6V6GT za cijev snage u sekciji pojačala snage. Što je iz modela izvuklo oko 5 W efektivne snage. 

## Silverface/Blackface modeli
Fender Champ model 5F1 je 1964. godine s modelom Fender Vibro Champ obloženim u crnu tolex tkaninu napravio prijelaz na Blackface stil. Ovaj kombo model pojačala osim tremolo dodatka imao je novinu da mu je kontrolna ploča koja je do sada bila odozada, sada bila prebačena na gornju plohu kutije pojačala. Prednost takvog dizajna je u tome što glazbenik više nije morao pri sviranju sjediti iza pojačala, nego je u odnosu na pojačalo bio daleko naprijed, bliže publici, kojoj je sada na najbolji način mogao predstaviti sebe i svoj glazbeni profil. U naredne četiri godine Fender Champ model je podjednako dizajniran i u Blackface, i u Silverface stilu. Kratak povratak Champ modela na potpuni Blackface stil bio je kratko tijekom 1981. godine, prije samog prekida proizvodnje sljedeće godine. 

## Fender Champion 600 - reizdanje
Fender je 2006. godine predstavio reizdanje modela Fender Champion 600. Estetske promjene su vidljive u internom Blackface stilu, ali u biti su minimalne tako da uveliko sliči na prvotni izvorni Champion 600  Arhivirana inačica izvorne stranice od 19. prosinca 2011. (Wayback Machine) model. Ostale promjene su urađene u elektroničkom sklopu s povećanjem komponenti i zamjenom originalnog cijevnog 5Y3 ispravljača sa solid state - dioda modelom.

#### Karakteristike
- Cijev u pretpojačalu: jedna 12AX7
- Cijev na izlazu pojačala: jedna 6V6
- Dostupan: kao kombo model s 1x6" zvučnikom, otpora 4 Ω
- Efektivna snaga: 5 W RMS
- Kontrolna ploča: glasnoća(volume) i ekvilajzer potovi (treble i bass)
- Kanali: 2 ulaza (visoki i niski),
- Ispravljač: solid state - dioda
- Tip: single ended A-klasa

## Fender Vibro Champ
Model Fender Vibro Champ je gitarsko pojačalo koje je Fender proizvodio od 1964. – 1982. godine. Model sadrži dodatak tremolo, kao i kontrolne potove za kontrolu ubrzanja kruženja signala tona (speed) i intenzitet tona (intensity). Silverface verzija Vibro Champ modela poslužila je 1967. godine kao osnova za dizajn malog student modela Bronco pojačala, koji se u početku prodavao u paketu s Fender Bronco gitarom.

## Fender Vibro Champ XD
Model Fender Vibro Champ XD (nadogradnja modela Vibro Champ) predstavljen je 2007. godine. Estetski, model XD je u osnovi jednokanalni Champ model iz Blackface serije s pridodanim digitalnim procesorom signala (DSP), u elektronskom sklopu pojačala. Ovaj dodatak u biti je pretpojaćalo koje ima mogućnost da modelira ton za čak 16 različitih modela pojačala. Ovakav dizajn s krasnom lepezom tonova, u potpunosti je zadovoljio i premostio glazbene stilove od bluesa do heavy metala. Kao svako Fenderovo pojačalo i ovaj model je kvalitetno urađen, ali zbog slabe efektivne snage nije uporabljiv za koncertne svirke. 

#### Karakteristike
- Cijev u pretpojačalu: jedna 12AX7
- Cijev u pojačalu snage: jedna 6V6
- Dostupan: kao kombo model s 1x8" zvučnikom
- Efektivna snaga: 5 W RMS
- Kontrolna ploča: objedinjena snaga (gain), glasnoća (volume), odabir 16 modela tona (voice), ekvilajzer (treble i bass), glasnoća čujnosti efekta (f/x level), odabir efekta (f/x select)
- Kanali: 1
- Ispravljač: solid state - dioda
- Tip: single ended A-klasa
- Država proizvodnje: Kina

## Fender Super Champ
U cilju povećanja što bolje prodaje modela pojačala (u to vrijeme oko 10.000 komada godišnje) Fender je 1982. godine zaposlio Paula Riveru (slavna Rivera pojačala), da svojim znanjem pomogne u pronalaženju i odabiru što boljeg/modernijeg zvuka. Dizajn Super Champ modela ostvario je sva očekivanja, a sam Leo Fender ga je nazvao novom legendom koja nastaje. U skromnih 18 W efektivne snage uporabljen je kako u živoj svirci na otvorenoj pozornici, tako i u studiju. Iako sam Rivera osobno nije stvorio novu liniju dizajna, njegov tim stručnjaka na čelu s inženjerom Mark Wentling ipak je uspio osim spomenutog modela dizajnirati i nekoliko drugih zapaženijih modela. Model Fender Super Champ prodavan je do 1986. godine.

#### Karakteristike
- Cijev u pretpojačalu: jedna 12AX7 (za prvi i drugi stupanj)
- Cijevi u pojačalu snage: dvije 6V6
- Dostupan: kombo model
- Efekti: reverb (1x12AT7 cijev za aktiviranje reverba)
- Efektivna snaga: 18 W RMS
- Kontrolna ploča: glasnoća (volume), ekvilajzer (treble, mid, bass), razina čujnosti efekta (load level), objedinjena snaga (master power)
- Zvučnik: EV ili Eminence 1x10", otpora 8 Ω
- Ispravljač: solid state

## Fender Champ II
Model Fender Champ II je jednostavno, malo gitarsko cijevno pojačalo (iz vremena Rivera pojačala) koje se proizvodilo od 1982. – 1983. godine. Model je dizajniran bez efekata (reverb) ili drugih dodatnih potova. Iste godine prestala je proizvodnja i Fender Bassman 20 modela, s kojim je Champ II osim malih razlika u elektronskom sklopu dijelio isti oblik dizajna. 

#### Karakteristike
- Cijevi u pretpojačalu: dvije 7025.
- Cijevi u pojačalu snage: dvije 6V6
- Efekti: nema
- Dostupan: kombo model
- Efektivna snaga: 18 W RMS
- Kontrolna ploča: glasnoća (volume), ekvilajzer (treble, mid, bass), objedinjena snaga (master)
- Kanali: 1
- Zvučnik: 1x10", otpora 8 Ω
- Ispravljač: solit state - dioda
- Tip: AB-klasa, push pull

## Fender Super Champ XD
Model Fender Super Champ 2007. godine ponovo je zaživio kao Fender Super Champ XD model. Ovakav način dizajna bio je novina u tome što je elektronički sklop cijevnih modela kombinirao s radom digitalnog signalnog procesora (DSP). To je u konačnici omogućilo korištenje niza efekata, kao i primjene (voicing) tehnike za modeliranja tona. Primjena ovih ideja bila je pravi vjetar načinu dizajniranja čitave palete (crnoj - blackface i nešto malo u plavoj boji) Fenderovih modela pojačala. Model je zaista svestrano dvokanalno pojačalo koje se uspješno uporabljava u svim glazbenim žanrovima. Prvi kanal je čisti Fenderov zvuk koji je odlika Blackface modela, a drugi pruža mogućnost odabira modeliranja tona u 15 ponuđenih primjera. Priključak za slušalice effecdts loop nema, ali postoji izlaz za obilazni spoj do zvučnika, kao i spoj za dodatnu zvučničku kutiju. Za jasniju razliku, Fender Champ model je bio klasično cijevno pojačalo, dok Vibro Champ je model čiji je sklop dopunjen efektom za modeliranje tona. Fender Super Champ XD je hibrid model zato što osim klasičnih cijevi u pretpojačalu i pojačalu snage ima ugrađen i digitalni signalni procesor sa zasebnim kontrolnim potovima za reguliranje i uporabu. Elektronički sklop modela pojačala sastoji se od dvije faze pojačanja. Prvu fazu obavlja ispravljač i DSP, a drugu trioda koja je u biti pretvarač faza pri stvaranju zrcalne slike neophodne za pogon cijevi u pojačalu snage. Savršeno objedinjen rad ovih komponenti uz to i oplemenjen DSP efektima: reverb, delay, chorus i tremolo slušaocu pruža dojam da je u pitanju čistokrvno cijevno pojačalo.

#### Karakteristike
- Cijevi u pretpojačalu: jedna 12AX7
- Cijevi u pojačalu snage: dvije 6V6
- Efekti: digitalno modeliranje tona (DSP efekti)
- Dostupan: Blackface kombo model,
- Efektivna snaga: 15 W
- Kontrolna ploča: glasnoća (volume1), odabir kanala (channel select switch), razina čvrstine (gain), (volume2) odabir modeliranja tona (voice), ekvilajzer (treble, bass), razina čujnosti efekta (f/x level), odabir efekta (f/x select)
- Kanali: 2
- Zvučnik: 1x10", otpora 8 Ω Special Design Speaker
- Ispravljač: dioda
- Tip: AB-klasa, hibrid cijevno/tranzistorsko pojačalo

## Fender 57 Champ
Model Fender 57 Champ je malo ali moćno gitarsko pojačalo, koje je '50-ih bilo prepoznatljiva ikona cijele Fenderove tweed serije. Model je zbog kvalitete bio često uporabljen za snimanje glazbenih materijala, a svoje mjesto ja našao i u kolekcijama glazbenih velikana poput: Erica Claptona, Johnny Casha i Keith Richardsa. Reizdanje ovog modela sa standardnom Champ uskom kontrolnom pločom (narrow panel) bilo je 2009. godine.

## Vanjske poveznice
- Fender pojačala - pregled kroz stručni vodić  Arhivirana inačica izvorne stranice od 29. studenoga 2011. (Wayback Machine)
- Fender Champ pojačala  Arhivirana inačica izvorne stranice od 8. listopada 2011. (Wayback Machine)
- Fender Champ XD - recenzija
- Fender Super Champ  Arhivirana inačica izvorne stranice od 31. kolovoza 2011. (Wayback Machine)
- Fender Super Champ XD - gearwire recenzija
- Fender Super Champ XD - magazin.dv247 recenzija  Arhivirana inačica izvorne stranice od 16. rujna 2011. (Wayback Machine)
- Fender 57 Champ - premierguitar recenzija  Arhivirana inačica izvorne stranice od 19. kolovoza 2011. (Wayback Machine)